# Puchar Europy Mistrzów Klubowych w piłce siatkowej (1966/1967)
Puchar Europy Mistrzów Krajowych 1966/1967 - 8. sezon Pucharu Europy Mistrzów Krajowych rozgrywanego od 1959 roku, organizowanego przez Europejską Konfederację Piłki Siatkowej (CEV) w ramach europejskich pucharów dla męskich klubowych zespołów siatkarskich "starego kontynentu".

## Drużyny uczestniczące
| Państwo        | Drużyna                   |
| -------------- | ------------------------- |
| Albania        | Dinamo Tirana             |
| Austria        | Blau-Gelb Wiedeń          |
| Belgia         | Brabo VK Antwerpen        |
| Bułgaria       | Akademik Sofia            |
| Czechosłowacja | Ruda Hvezda Praga         |
| Francja        | Asnières Paryż            |
| Hiszpania      | Hispano Francés Barcelona |
| Holandia       | Blokkeer Rijswijk         |
| Izrael         | Hapoel Tel-Aviv           |
| Jugosławia     | Mladost Zagrzeb           |
| Polska         | AZS-AWF Warszawa          |
| Portugalia     | AEIST Lizbona             |
| NRD            | SC Lipsk                  |
| RFN            | USC Münster               |
| Rumunia        | Dinamo Bukareszt          |
| Rumunia        | Rapid Bukareszt           |
| Szwajcaria     | Servette Genewa           |
| Turcja         | Galatasaray Stambuł       |
| Węgry          | Budapesti Honvéd SE       |
| Włochy         | Virtus Bolonia            |

## Runda wstępna
| Data | Drużyna 1           | Wynik | Drużyna 2           | Sety     |
| ---- | ------------------- | ----- | ------------------- | -------- |
|      | Galatasaray Stambuł | 3:1   | AEIST Lizbona       |          |
|      | AEIST Lizbona       | 3:0   | Galatasaray Stambuł | walkower |
|      |                     |       |                     |          |
|      | SC Lipsk            | 3:0   | USC Munster         |          |
|      | USC Munster         | 0:3   | SC Lipsk            |          |
|      |                     |       |                     |          |
|      | Servette Genewa     | 0:3   | Hapoel Tel-Aviv     |          |
|      | Hapoel Tel-Aviv     | 3:0   | Servette Genewa     |          |
|      |                     |       |                     |          |
|      | Asnières Paryż      | 2:3   | Budapesti Honvéd SE |          |
|      | Budapesti Honvéd SE | 3:0   | Asnières Paryż      |          |
|      |                     |       |                     |          |
|      | Dinamo Tirana       | 3:0   | Virtus Bolonia      |          |
|      | Virtus Bolonia      | 3:0   | Dinamo Tirana       |          |

## Faza finałowa

### Runda 1/8
| Data | Drużyna 1                 | Wynik | Drużyna 2                 | Sety      |
| ---- | ------------------------- | ----- | ------------------------- | --------- |
|      | Dinamo Bukareszt          |       |                           | wolny los |
|      |                           |       |                           |           |
|      | EIST Lizbona              | 1:3   | Hispano Francés Barcelona |           |
|      | Hispano Francés Barcelona | 3:1   | EIST Lizbona              |           |
|      |                           |       |                           |           |
|      | SC Lipsk                  | 3:0   | Akademik Sofia            |           |
|      | Akademik Sofia            | 3:1   | SC Lipsk                  |           |
|      |                           |       |                           |           |
|      | AZS-AWF Warszawa          |       | Blau-Gelb Wiedeń          |           |
|      | Blau-Gelb Wiedeń          |       | AZS-AWF Warszawa          |           |
|      |                           |       |                           |           |
|      | Budapesti Honvéd SE       | 3:0   | Mladost Zagrzeb           |           |
|      | Mladost Zagrzeb           | 3:1   | Budapesti Honvéd SE       |           |
|      |                           |       |                           |           |
|      | Ruda Hvezda Praga         |       | Hapoel Tel-Aviv           |           |
|      | Hapoel Tel-Aviv           |       | Ruda Hvezda Praga         |           |
|      |                           |       |                           |           |
|      | Dinamo Tirana             | 3:0   | Blokkeer Rijswijk         |           |
|      | Blokkeer Rijswijk         | 3:0   | Dinamo Tirana             |           |
|      |                           |       |                           |           |
|      | Rapid Bukareszt           |       | Brabo VK Antwerpen        |           |
|      | Brabo VK Antwerpen        |       | Rapid Bukareszt           |           |

### Ćwierćfinał
| Data | Drużyna 1                 | Wynik | Drużyna 2                 | Sety |
| ---- | ------------------------- | ----- | ------------------------- | ---- |
|      | Hispano Frances Barcelona | 1:3   | Dinamo Bukareszt          |      |
|      | Dinamo Bukareszt          | 3:0   | Hispano Frances Barcelona |      |
|      |                           |       |                           |      |
|      | SC Lipsk                  | 3:0   | AZS-AWF Warszawa          |      |
|      | AZS-AWF Warszawa          | 2:3   | SC Lipsk                  |      |
|      |                           |       |                           |      |
|      | Budapesti Honvéd SE       | 2:3   | Ruda Hvezda Praga         |      |
|      | Ruda Hvezda Praga         | 3:2   | Budapesti Honvéd SE       |      |
|      |                           |       |                           |      |
|      | Blokkeer Rijswijk         | 3:2   | Rapid Bukareszt           |      |
|      | Rapid Bukareszt           | 3:0   | Blokkeer Rijswijk         |      |

### Półfinał
| Data | Drużyna 1         | Wynik | Drużyna 2         | Sety |
| ---- | ----------------- | ----- | ----------------- | ---- |
|      | Dinamo Bukareszt  | 3:1   | SC Lipsk          |      |
|      | SC Lipsk          |       | Dinamo Bukareszt  |      |
|      |                   |       |                   |      |
|      | Rapid Bukareszt   | 3:0   | Ruda Hvezda Praga |      |
|      | Ruda Hvezda Praga | 1:3   | Rapid Bukareszt   |      |

### Finał
| Data  | Drużyna 1        | Wynik | Drużyna 2        | Sety                     |
| ----- | ---------------- | ----- | ---------------- | ------------------------ |
|       | Dinamo Bukareszt | 3:0   | Rapid Bukareszt  |                          |
|       | Rapid Bukareszt  | 3:1   | Dinamo Bukareszt |                          |
| 10.05 | Dinamo Bukareszt | 3:1   | Rapid Bukareszt  | 15:9, 15:9, 10:15, 15:13 |

## Klasyfikacja końcowa
| Miejsce | Drużyna           |
| ------- | ----------------- |
| złoto   | Dinamo Bukareszt  |
| srebro  | Rapid Bukareszt   |
| 3-4.    | Ruda Hvezda Praga |
| 3-4.    | SC Lipsk          |